# Sonny Dove
Lloyd "Sonny" Dove (nacido el 16 de agosto de 1945 en Nueva York y fallecido el 14 de febrero de 1983 en Brooklyn, Nueva York) fue un jugador de baloncesto estadounidense que disputó 5 temporadas como profesional, 2 en la NBA y otras tres en la ABA. Con 2 metros de estatura, jugaba en la posición de alero.

## Trayectoria deportiva

### Universidad
Jugó durante cuatro temporadas con los Red Storm de la Universidad de St. Johhn's. En su primer año fue elegido en el mejor quinteto del NIT, tras promediar en su temporada freshman 13,8 puntos y 11,7 rebotes por partido. en el total de su trayectoria universitaria promedió 19,0 puntos y 12,5 rebotes por partido, acabando como décimo mejor anotador de la historia de la universidad, y el segundo mejor reboteador, con 1.037 rechaces, solo por detrás de George Johnson. en su última temporada fue incluido en el tercer equipo All-American.

### Profesional
Fue elegido en la cuarta posición del Draft de la NBA de 1967 por Detroit Pistons, donde apenas contó con oportunidades en las dos temporadas que permaneció en el equipo. En 1967 decide aceptar la oferta de los New York Nets de la ABA, donde contó con las oportunidades que le faltaron en la otra liga. Se ganó rápidamente el puesto de alero titular, acabando la temporada con 14,4 puntos y 6,8 rebotes por partido. Sus buenos números continuaron al año siguiente, pero en la temporada 1971-72, tras únicamente dos partidos disputados, una lesión en el ojo le alejó de las pistas durante toda la temporada, diciendo adiós definitivamente al baloncesto profesional. A lo largo de su carrera promedió 11,1 puntos y 6,0 rebotes por encuentro.

#### Estadísticas

##### Temporada regular
| Temp.   | Edad | Equipo  | Liga  | P   | TIT | MIN  | TC  | TCA  | %TC  | 3P  | 3PA | %3P  | TL  | TLA | %TL  | R.OF. | R.DEF. | REB | ASIS | ROB | TAP | PER | FP  | PTS  |
| 1967-68 | 22   | Detroit | NBA   | 28  |     | 5.8  | 0.8 | 2.7  | .293 |     |     |      | 0.4 | 0.9 | .462 |       |        | 1.9 | 0.4  |     |     |     | 1.0 | 2.0  |
| 1968-69 | 23   | Detroit | NBA   | 29  |     | 8.1  | 1.6 | 3.4  | .470 |     |     |      | 0.8 | 1.2 | .667 |       |        | 2.1 | 0.4  |     |     |     | 1.7 | 4.1  |
| 1969-70 | 24   | N.York  | ABA   | 80  |     | 28.6 | 5.7 | 12.3 | .462 | 0.0 | 0.2 | .154 | 3.0 | 4.7 | .633 | 3.0   | 3.8    | 6.8 | 1.3  |     |     | 2.5 | 3.7 | 14.4 |
| 1970-71 | 25   | N.York  | ABA   | 83  |     | 27.5 | 5.6 | 12.1 | .464 | 0.0 | 0.2 | .286 | 2.2 | 3.3 | .681 | 3.2   | 5.0    | 8.1 | 1.1  |     |     | 2.7 | 3.7 | 13.5 |
| 1971-72 | 26   | N.York  | ABA   | 2   |     | 4.5  | 1.0 | 2.5  | .400 | 0.0 | 0.0 |      | 1.0 | 1.5 | .667 | 0.5   | 0.0    | 0.5 | 0.5  |     |     | 1.0 | 2.0 | 3.0  |
| Total   |      |         | TOTAL | 222 |     | 22.4 | 4.5 | 9.8  | .457 | 0.0 | 0.2 | .222 | 2.1 | 3.2 | .647 | 3.0   | 4.4    | 6.0 | 1.0  |     |     | 2.6 | 3.1 | 11.1 |
|         |      |         | ABA   | 165 |     | 27.7 | 5.6 | 12.1 | .463 | 0.0 | 0.2 | .222 | 2.6 | 4.0 | .653 | 3.0   | 4.4    | 7.4 | 1.2  |     |     | 2.6 | 3.7 | 13.8 |
|         |      |         | NBA   | 57  |     | 7.0  | 1.2 | 3.1  | .394 |     |     |      | 0.6 | 1.1 | .581 |       |        | 2.0 | 0.4  |     |     |     | 1.3 | 3.1  |

##### Playoffs
| Temp.   | Edad | Equipo  | Liga  | P  | MIN | TCA | TC  | 3PA | 3P | TLA | TL | R.OF. | REB | ASIS | ROB | TAP | PER | FP | PTS | %TC  | %3P  | %FT  | MIN  | PTS  | REB  | AST |
| 1967-68 | 22   | Detroit | NBA   | 2  | 6   | 2   | 4   |     |    | 0   | 0  |       | 2   | 0    |     |     |     | 0  | 4   | .500 |      |      | 3.0  | 2.0  | 1.0  | 0.0 |
| 1969-70 | 24   | N.York  | ABA   | 7  | 281 | 48  | 97  | 1   | 4  | 26  | 39 |       | 71  | 9    |     |     |     |    | 123 | .495 | .250 | .667 | 40.1 | 17.6 | 10.1 | 1.3 |
| 1970-71 | 25   | N.York  | ABA   | 5  | 32  | 5   | 10  | 0   | 0  | 1   | 4  | 4     | 11  | 1    |     |     | 1   | 10 | 11  | .500 |      | .250 | 6.4  | 2.2  | 2.2  | 0.2 |
| Total   |      |         | TOTAL | 14 | 319 | 55  | 111 | 1   | 4  | 27  | 43 | 4     | 84  | 10   |     |     | 1   | 10 | 138 | .495 | .250 | .628 | 22.8 | 9.9  | 6.0  | 0.7 |
|         |      |         | ABA   | 12 | 313 | 53  | 107 | 1   | 4  | 27  | 43 | 4     | 82  | 10   |     |     | 1   | 10 | 134 | .495 | .250 | .628 | 26.1 | 11.2 | 6.8  | 0.8 |
|         |      |         | NBA   | 2  | 6   | 2   | 4   |     |    | 0   | 0  |       | 2   | 0    |     |     |     | 0  | 4   | .500 |      |      | 3.0  | 2.0  | 1.0  | 0.0 |

## Fallecimiento
Dove falleció el 14 de febrero de 1983, a los 37 años de edad, cuando el taxi que conducía cayó al canal Gowanus de la ciudad de Brooklyn, donde residía y trabajaba.